# São João (Porto Alegre)
Pour les articles homonymes, voir São João.

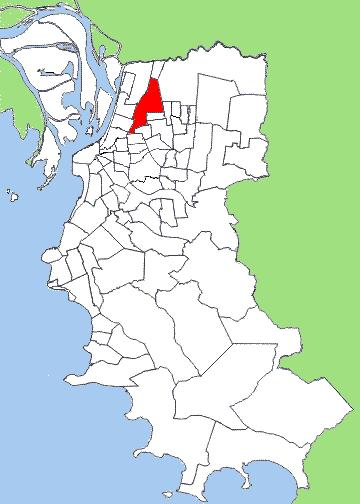
Carte du quartier de São João au Brésil

São João est un quartier de la ville de Porto Alegre, capitale de l'État du Rio Grande do Sul. Il a été créé par la Loi 2022 de 7/12/59.

## Données générales
- Population (2000) : 13.238 habitants
  - Hommes : 5.909
  - Femmes : 7.329

- Superficie : 492 ha
- Densité : 26,91 hab/ha

## Limites actuelles
De la rue Cristóvão Colombo, de l'angle de l'embranchement de la rue Colonel Bordini avec l'avenue Benjamin Constant, jusqu'à la rue  San Francisco, puis jusqu'à la rue Américo Vespúcio ; de cette dernière et de son prolongement jusqu'à la Travessa Humaitá, puis jusqu'à la rue Colonel Feijó ; de là jusqu'à l'avenue Assis Brasil et à la rue du 25 de Julho et jusqu'à rejoindre l'avenue Sertório ; ensuite, dans le sens Ouest/Est, jusqu'à la rue Carneiro da Fontoura et, dans le prolongement de celle-ci, sens Sud/Nord, jusqu'à la rencontre de la limite avec le quartier  Anchieta ; de la limite, dans le sens Est/Ouest, jusqu'à la Route fédérale pour Canoas ; puis, direction Nord/Sud, jusqu'à l'angle avec l'avenue Ceará et jusqu'à l'avenue Brasil ; de là jusqu'à l'avenue Benjamin Constant, puis sens Nor/Sud jsuaquà la rue Cristóvão Colombo.

## Localisation
Il se situe dans la Zone Nord de la ville.

## Histoire
Les origines du quartier remontent à la fin du XIXe siècle. Il s'est formé autour de la chapelle São João Batista, construite en 1871. Le développement de la zone s'est fait en parallèle à celui du quartier São Geraldo, et les deux furent loties par la Compagnie Territoriale Porto-alegrense, dans les premières décennies du XIXe siècle. L'occupation de ce lieu fut impulsé par l'installation des transports collectifs, en 1898, et le tramway de la ligne São João avait son terminus en face de la chapelle. L'église São João Batista, qui donna son nom au quartier, devint Paroisse en 1919. Elle sert toujours de point de repère dans le quartier, en plus d'avoir une grande influence politique et religieuse sur les habitants les plus vieux.
Un autre grand facteur de la croissance du quartier fut l'implantation de l'Aéroport, dans les années 1930.

## Aujourd'hui
São João est actuellement un noyau indépendant du centre de la ville, en raison de son développement social, commercial et industriel, ce dernier lié au quartier Navegantes. La zone est aussi un corridor de passage vers la zone Nord de la ville et la région métropolitaine, en direction des villes d'Alvorada, Cachoeirinha et Gravataí.
Le quartier mélange des caractéristiques résidentielles et commerciales, la majorité des résidences étant des immeubles. Pour ce qui est des loisirs, il abrite une branche de la Sociedade Ginástica Porto Alegre (SOGIPA), un des meilleurs clubs de la cité. Il y a aussi le siège du Syndicat des personnels aéroportuaires de Porto Alegre qui, au-delà de ses activités syndicales, développe des projets culturels théâtraux, musicaux, etc. L'Association des habitants du quartier organise chaque année la Fête de la Saint Jean et la Fête des Nations qui attirent de nombreux participants du quartiers et des alentours.
Depuis 2003, le IIIe boulevard périphérique de la ville est terminé, transformant les limites du quartier et modifiant le sens de ses rues. Il crée une nouvelle voie d'accès moderne au quartier, par le réaménagement du tronçon de l'avenue Dom Pedro II et la construction du pont de l'Aéroport.